# Poço de Bacalhau
La cascada de Poço de Bacalhau es una cascada ubicada en Fajã Grande, en el municipio de Lajes das Flores, Isla de Flores, Azores, Portugal. La caída del agua se precipita desde una altura desde  unos 90 metros de altura. 
El ciclo medio natural de almacenamiento de agua de los acuíferos de las Islas Azores, está en torno a los 6 meses, por lo que esta cascada es muy abundante en los períodos más lluviosos, mientras que en la época estival el nivel del agua se reduce hasta disiparse en forma de una pesada y espesa niebla y abundante lluvia en su camino hasta el suelo, donde las aguas se depositan en un estanque natural rodeado de vegetación natural y endémicas típica de la Laurisilva de Macaronesia. 
Las aguas que abastecen a la cascada se originan en los manantiales que nacen en las zonas altas de las montañas centrales de la isla de las Flores que a su vez captan la humedad de las densas capas de nubes que se concentran en los bosque de laurisilva que sirven de núcleo de condensación y al mismo tiempo de regulador y distribuidor de la cantidad de agua recibida debido a su densidad y también a la cantidad de musgos que alfombran el suelo y que liberan las precipitaciones recibidas de forma lenta y regular. 
En las rocas de las aguas de la poza se pueden observar iroses, un inofensiva anguila de agua dulce de la especie Anguilla anguilla.